# 대송로 (포항시)
대송로(Daesong-ro)는 대한민국 경상북도 포항시 남구 대송면 제내리에서 동촌동을 거쳐 연결하는 도로이다.

## 노선 경로
- 삼거리 명칭 미상 - 운제로
- 사거리 명칭 미상 - 철강로
- 삼거리 명칭 미상 -섬안로
- 삼거리 명칭 미상 - 동해안로

## 같이 보기
- 포스코